# Nationalpark Canaima
Der Nationalpark Canaima (span. Parque Nacional Canaima) befindet sich in der Gran Sabana, im Bundesstaat Bolívar im Südosten von Venezuela. Der 1962 ausgewiesene Park ist 28.160 km² groß und hat die WDPA-ID 313.

## Geschichte
Die Regierung von Venezuela gründete den Nationalpark am 12. Juni 1962. Er umfasste zu Beginn eine Fläche von 10.000 km². 1975 wurde der Park auf eine Gesamtfläche von 30.000 km² erweitert und ist damit einer der größten Nationalparks der Welt. Er grenzt im Süden an Brasilien und Guyana. Der Nationalpark Canaima ist einer von sechs Nationalparks auf dem Gebiet des Amazonas. Die UNESCO erklärte ihn 1994 zum Weltnaturerbe.
Während der Versorgungskrise in Venezuela ab 2015 blieben die Touristen größtenteils aus. Entgegen ihrer Gepflogenheiten der Hochachtung gegenüber ihrer Umwelt begannen die Bewohner, oft Angehörige des indigenen Volkes der Pemón, in illegalen Minen innerhalb des Nationalparks nach Gold zu schürfen. Bereits zuvor war der Nationalpark wiederkehrend Symbol für den Wettstreit indigener Nutzung und dem Extraktivismus der Regierung Chavez.

## Landschaft
Das Gebiet der Gran Sabana, im Bergland von Guayana, ist ein von Tälern zerklüftetes Hochland. Charakteristisch für den Nationalpark sind mächtige Tafelberge aus Sandstein, die Tepuis genannt werden und ungefähr 65 % des Parks bedecken.
Auf ihren Hochplateaus hat sich eine einzigartige Tier- und Pflanzenwelt entwickelt. Auf Grund der klimatischen Isolation der Hochplateaus vom tropischen Regenwald hat die Evolution in der Isolation über Jahrmillionen einen großen Teil von endemischen Arten hervorgebracht. Einige der höchsten Wasserfälle der Welt wie der Salto Ángel oder der Salto Kukenan stürzen von den Tafelbergen in die Tiefe. Sie sind eine besondere Attraktion für den Tourismus.

## Fauna
Der Nationalpark Canaima besitzt eine abwechslungsreiche Fauna, die sich nach verschiedenen Umweltfaktoren wie Höhe und Vegetationstyp im Park verteilt. Die Artenzahl verteilt sich auf: 118 Säugetiere, 550 Vögel, 72 Reptilien und 55 Amphibien.
Unter den gefundenen Arten sind:
- Riesengürteltier (Priodontes maximus)
- Riesenotter (Pteronura brasiliensis)
- Großer Ameisenbär (Myrmecophaga tridactyla)
- Puma (Puma concolor)
- Jaguar (Panthera onca)
- Eigentliches Zweifingerfaultier (Choloepus didactylus)
- Weißkopfsaki (Pithecia pithecia)
- Braunrückensaki (Chiropotes israelita)
- Roraima-Maus (Podoxymys roraimae)
- Tepui-Zwergbeutelratte (Marmosa tyleriana)
- Harpyie (Harpia harpyja)
- Blaustirn-Zwergara (Diopsittaca nobilis)
- Veilchenpapagei (Pionus fuscus)
- Gelbgebänderter Baumsteiger (Dendrobates leucomelas)
- Grüner Leguan (Iguana iguana)
- Kolibris (Trochilinae)
- Tukane (Ramphastidae).
- Südamerikanischer Buschmeister (Lachesis muta)

## Flora
Der Nationalpark Canaima enthält schätzungsweise 3000–5000 Arten von Phanerogamen und Farnen. Das Tepui-System (das alle Tepui-Formationen umfasst und als Pantepui bekannt ist) enthält einen hohen Anteil an endemischen Taxa. Zum Beispiel wurden 900 Arten höherer Pflanzen vom Auyán Tepui identifiziert, von denen etwa 10 % in diesem Massiv endemisch sind. Canaima ist auch berühmt für seine Vielfalt an Orchideen, mit geschätzten 500 Arten im Nationalpark.
Es gibt über 300 endemische Arten nur in der Gran Sabana:
- Endemische Gattungen: Achnopogon, Chimantaea, Quelchia, Tepuia, Mallophyton, Adenanthe.
- Häufige insektenfressende Arten aus den Gattungen: Bromelia, Drosera, Heliamphora, Utricularia.

## Hydrographie
Der Nationalpark umfasst die gesamte Wasserscheide des rechten Ufers des Flusses Caroní und zwei der höchsten Wasserfälle der Welt, die Salto Ángel und die Salto Kukenan sowie zahlreiche Wasserfälle in geringerer Höhe.

## Touristenattraktionen

### Westlicher Bereich
| - Lagune von Canaima - El Sapo und El Sapito Wasserfall - Yuri Wasserfall - Mayupa Rapids - Pozo de la Felicidad (Grube des Glücks) (Saró Marú) - Orquídea Island - Ratón Island - Angel Falls oder Korepakupai Vená - Auyan-Tepui - Kavac Indianer-Dorf | - Höhle Uruyén - Kamarata Indianer-Dorf - Wareipa Indian Community - El Encanto Wasserfall - Avak Indian Community - Roberto Beach - Kanwaripa Indian Community - Caroní Fluss - La Maloca Indianer-Dorf - Kukenán Wasserfälle (Tepui Kukenán oder Matawí) |

### Östlicher Bereich
| - La Piedra de La Virgen (Der Felsen der Jungfrau) - El Danto Wasserfall - La Arenaria - Monumento al Soldado Pionero - Aponwao I River - Tarotá Baths - Toroncito Ravine - Toron merú Wasserfall - Karuay Wasserfall - Chinak merú Wasserfall (Aponwao Wasserfall) - Parupa - Anotén - Chivatón Wasserfall | - Mission of Kavanayen - Kamoirán Rapids - Kama merú Wasserfall - Arapán merú (Pacheco Ravine) - Soruapa River or Woimeri - San Francisco de Yuruaní (Kumaracapai) Indian Community - Jasper Creek (Kako Parú oder Jaspe Ravine) - Urué merú - Kukenán Bridge River - Paraitepui Indian Community von Roraima - Wonkén Indian Community - Roraima-Tepui. |

## Galerie

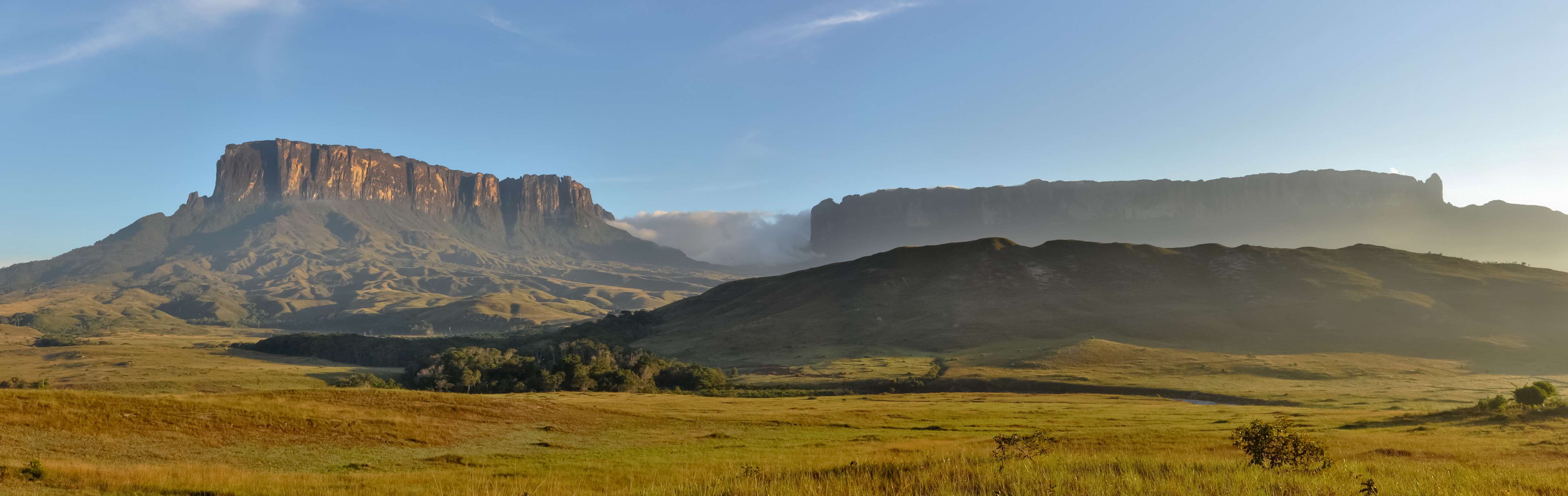
Blick auf die Tepuis Kukenán und Roraima in der Gran Sabana.
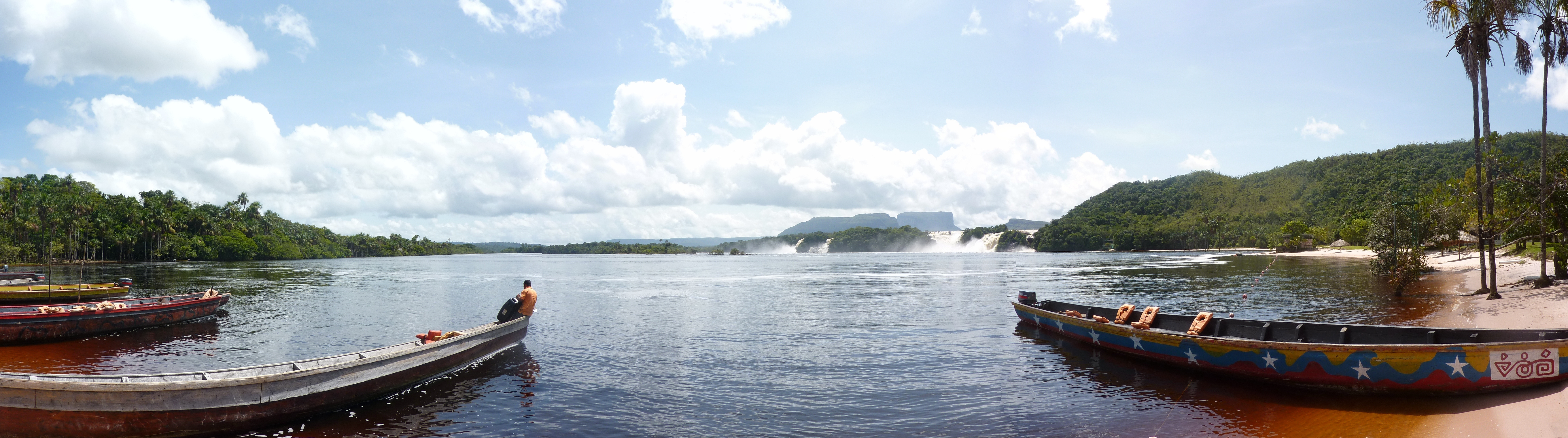
Panoramablick auf die Lagune von Canaima
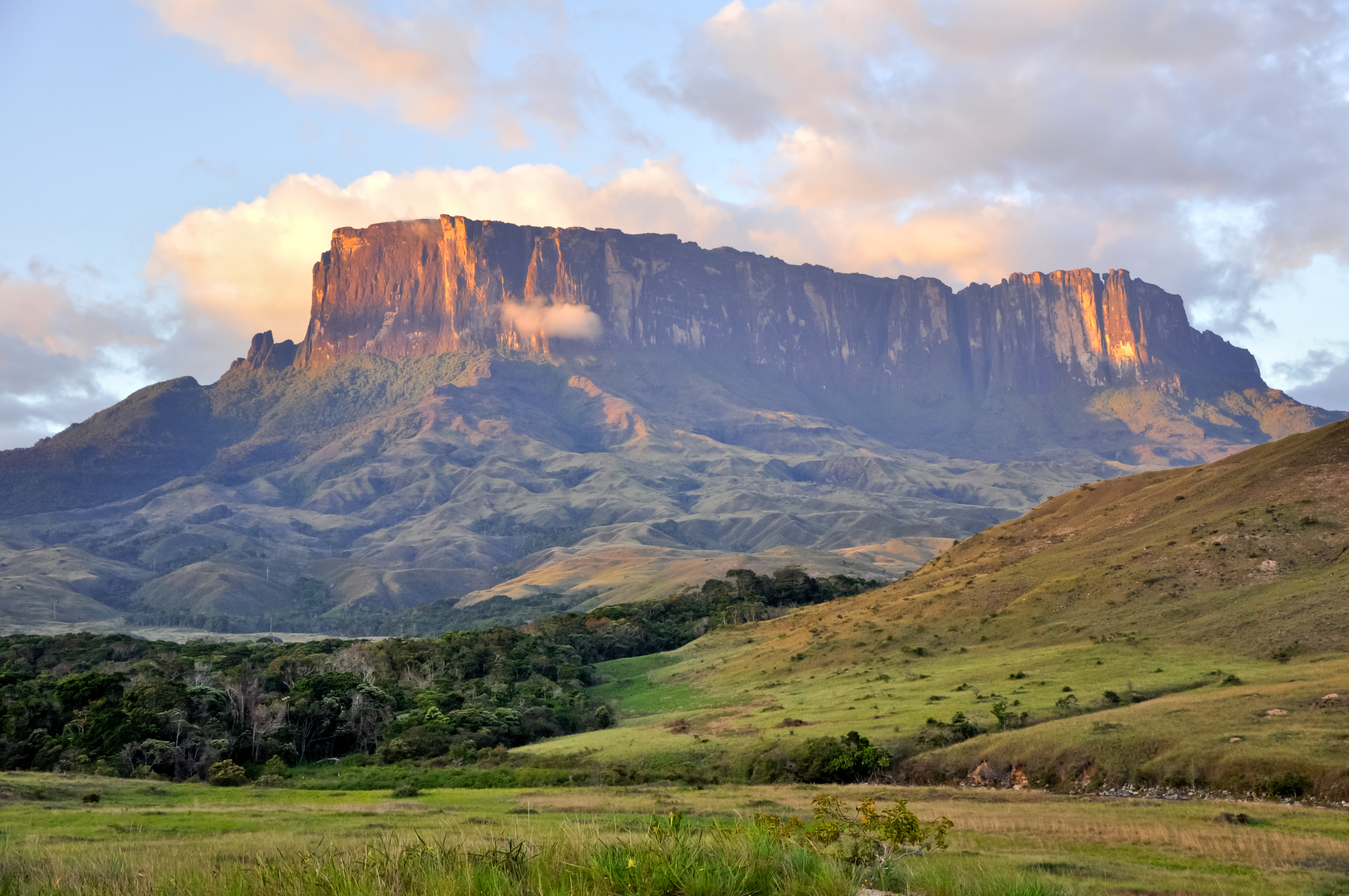
Kukenan Sonnenuntergang
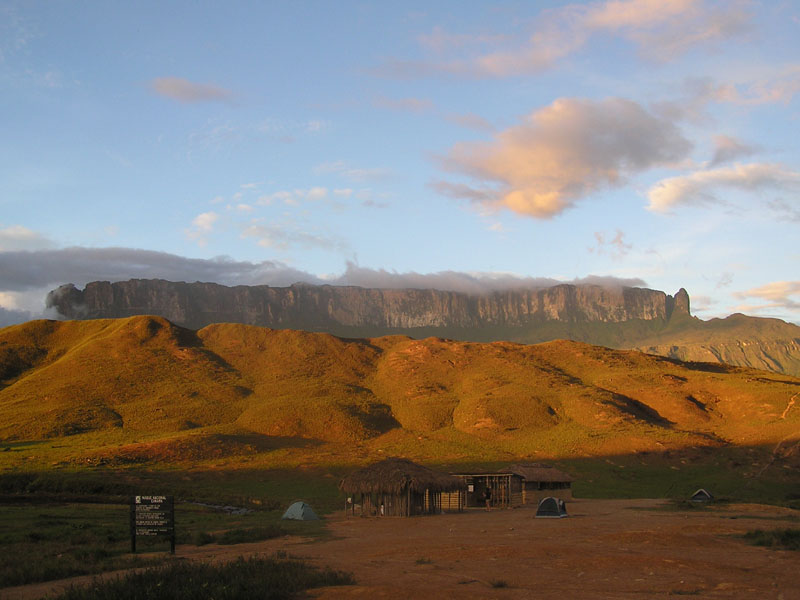
Mount Roraima
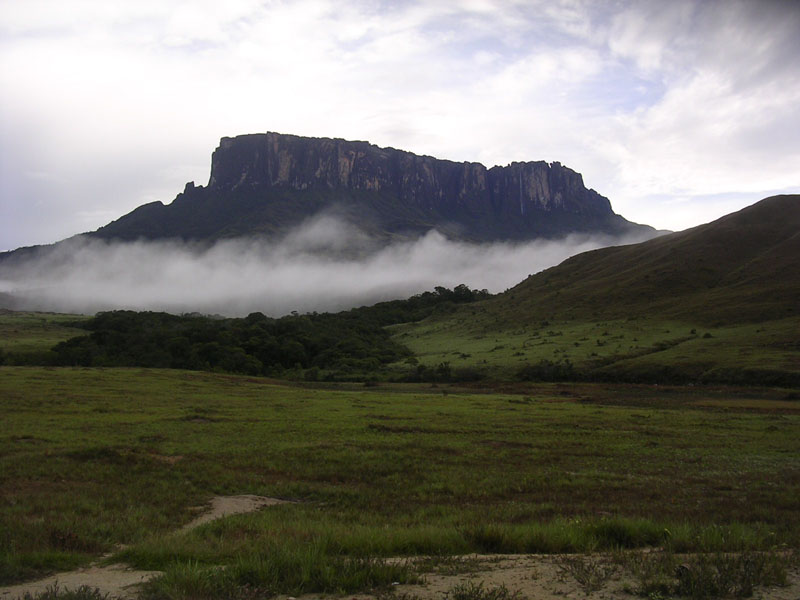
Kukenan Tepui
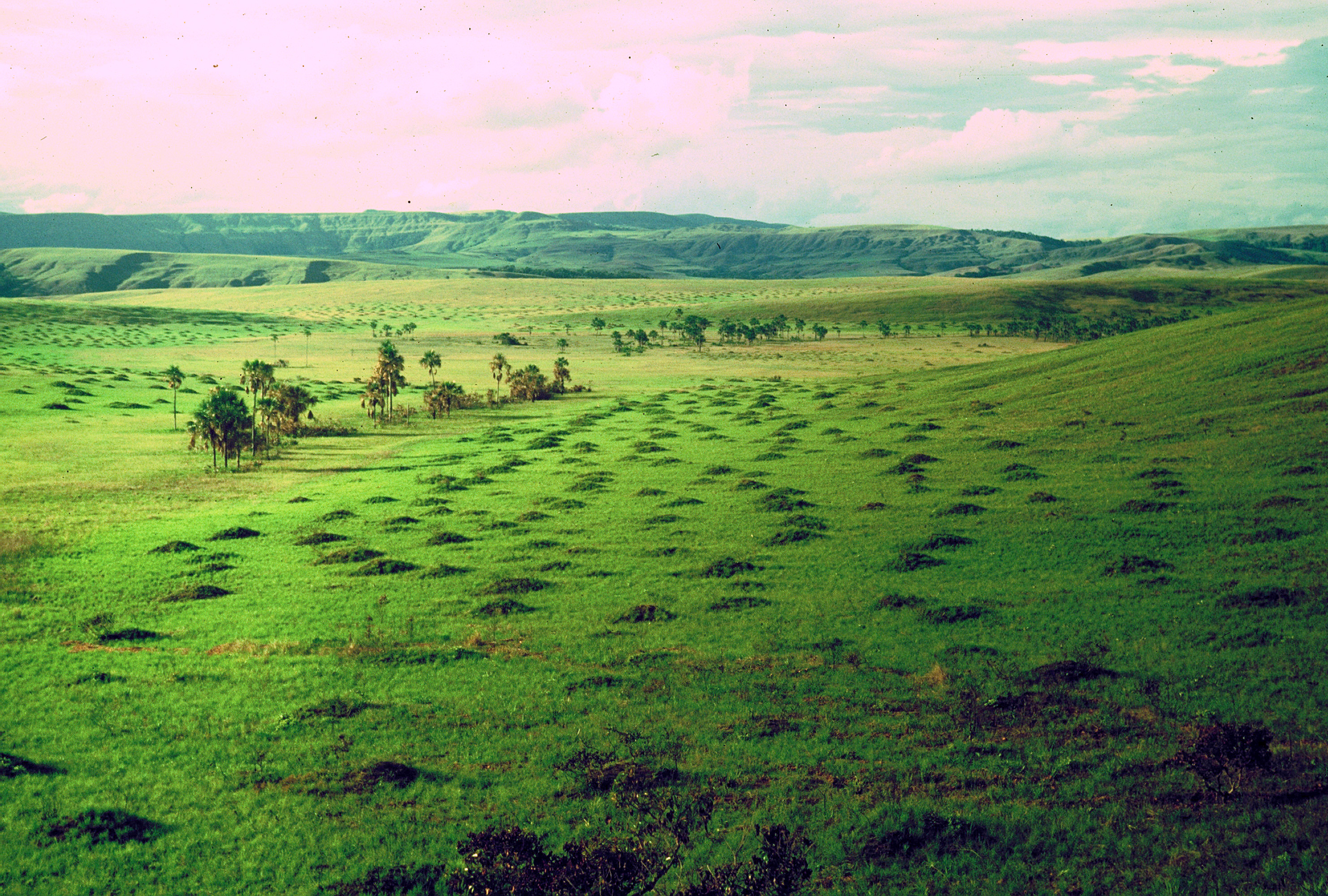
Gran Sabana
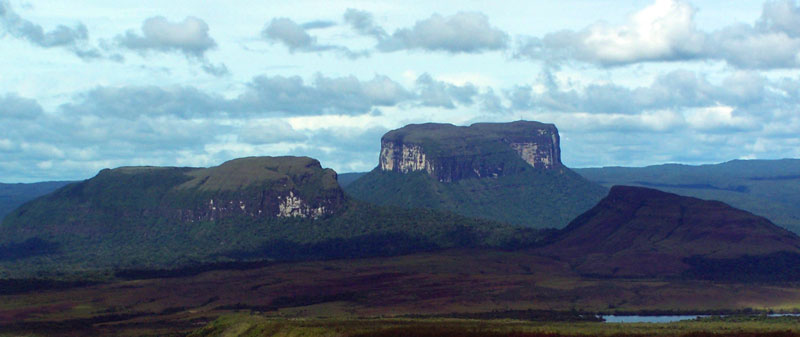
Tepuis in Canaima
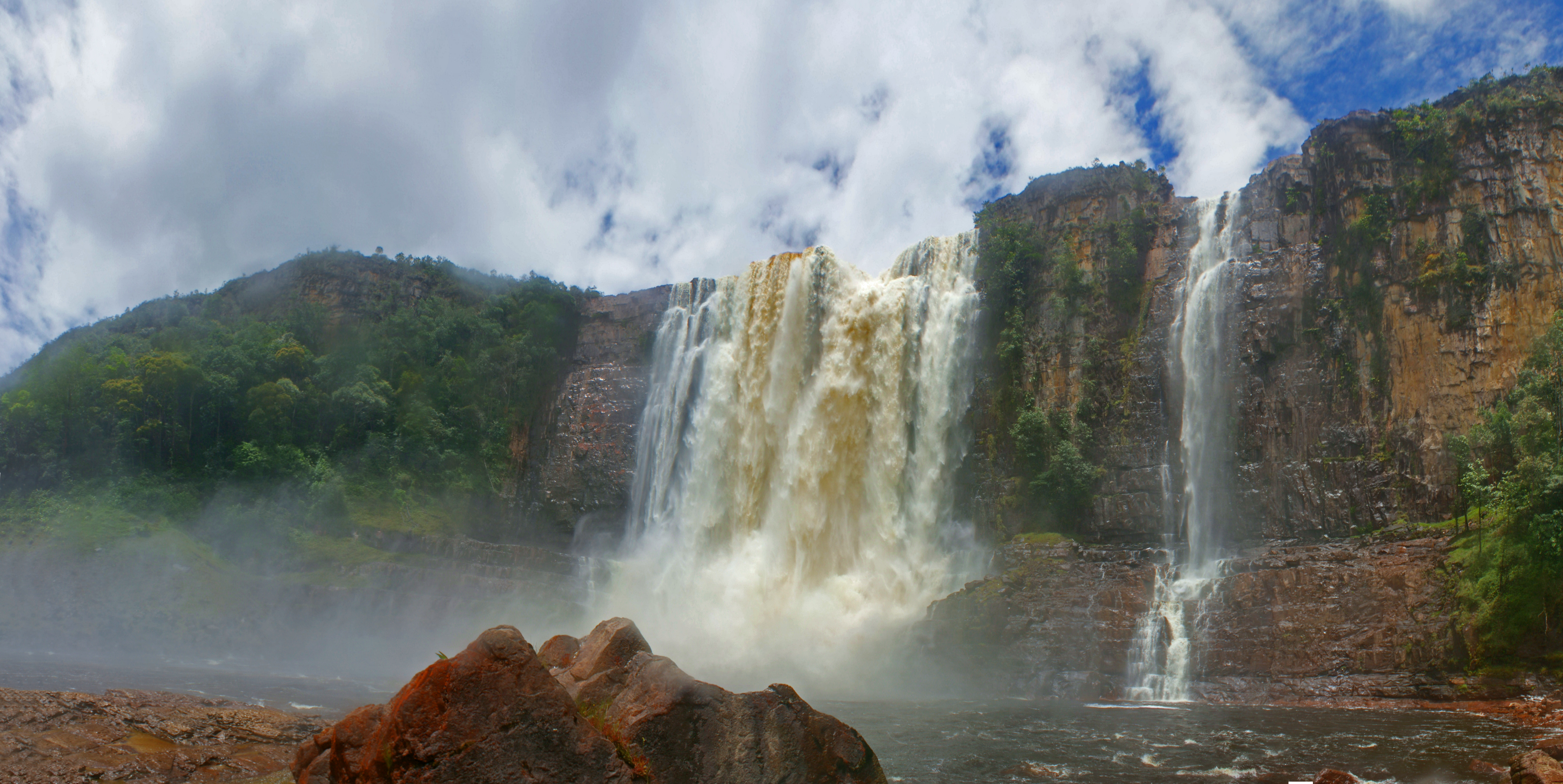
Chinak-Meru
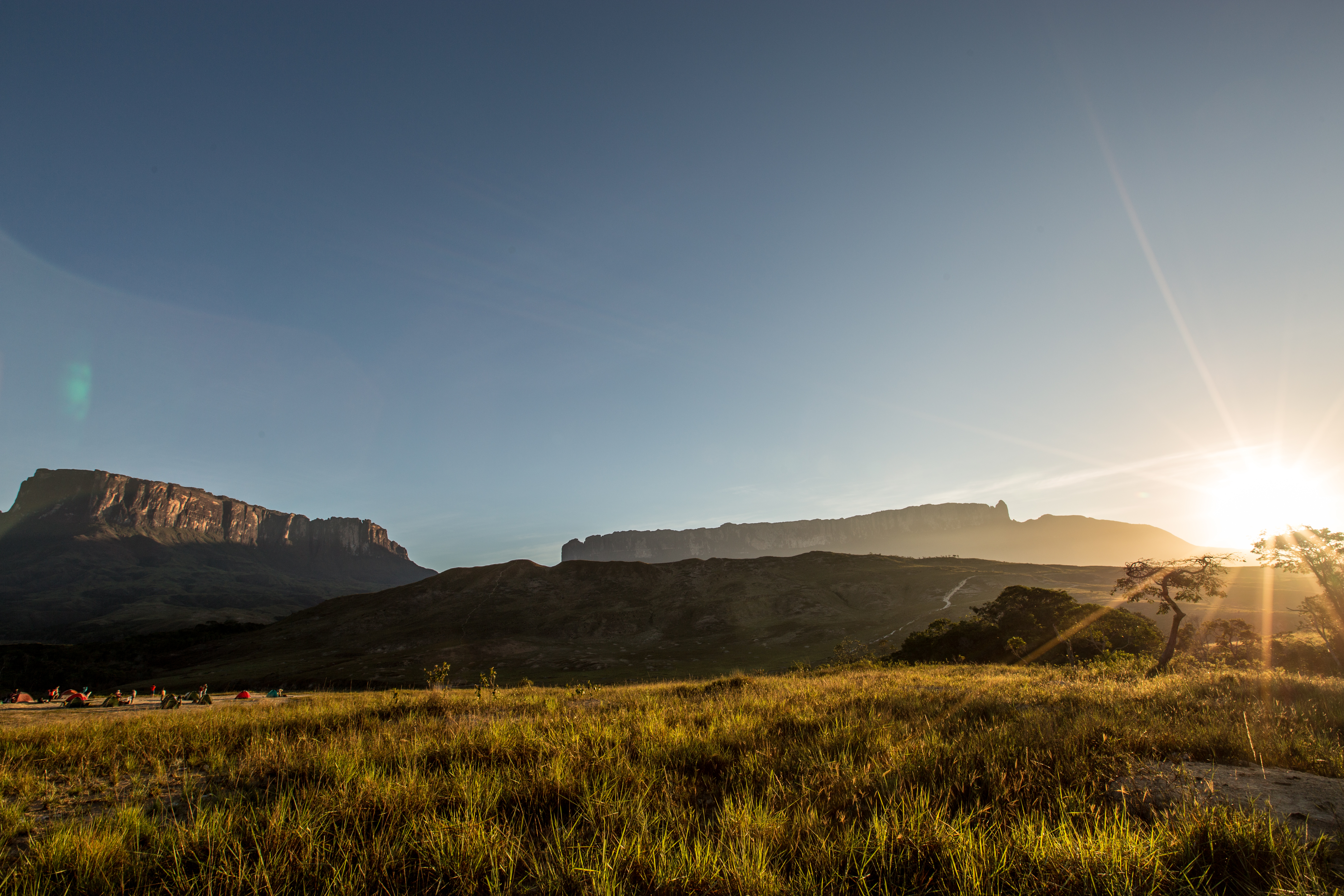
Roraima-Tepui im Guayana-Hochland
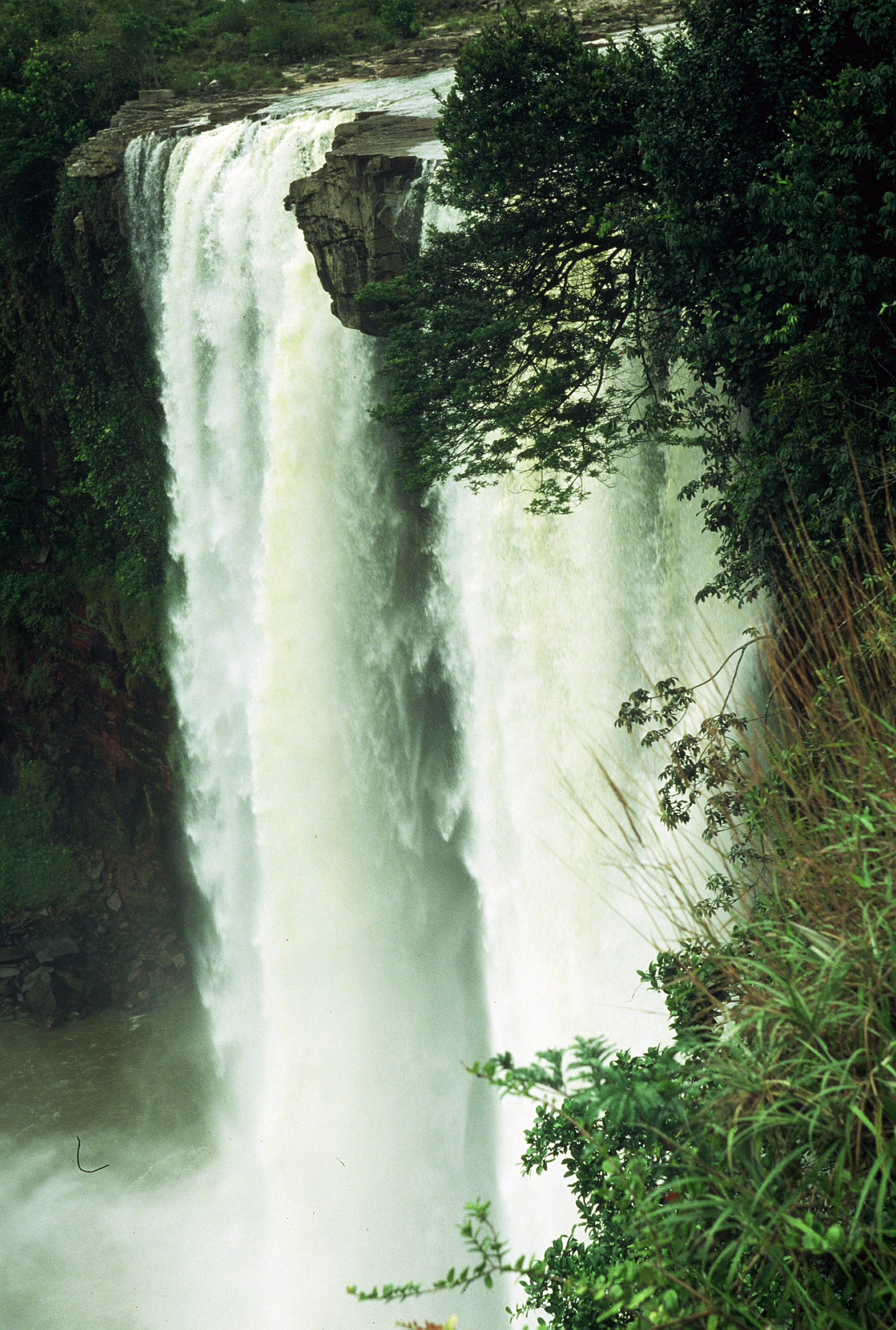
Kamá Wasserfall
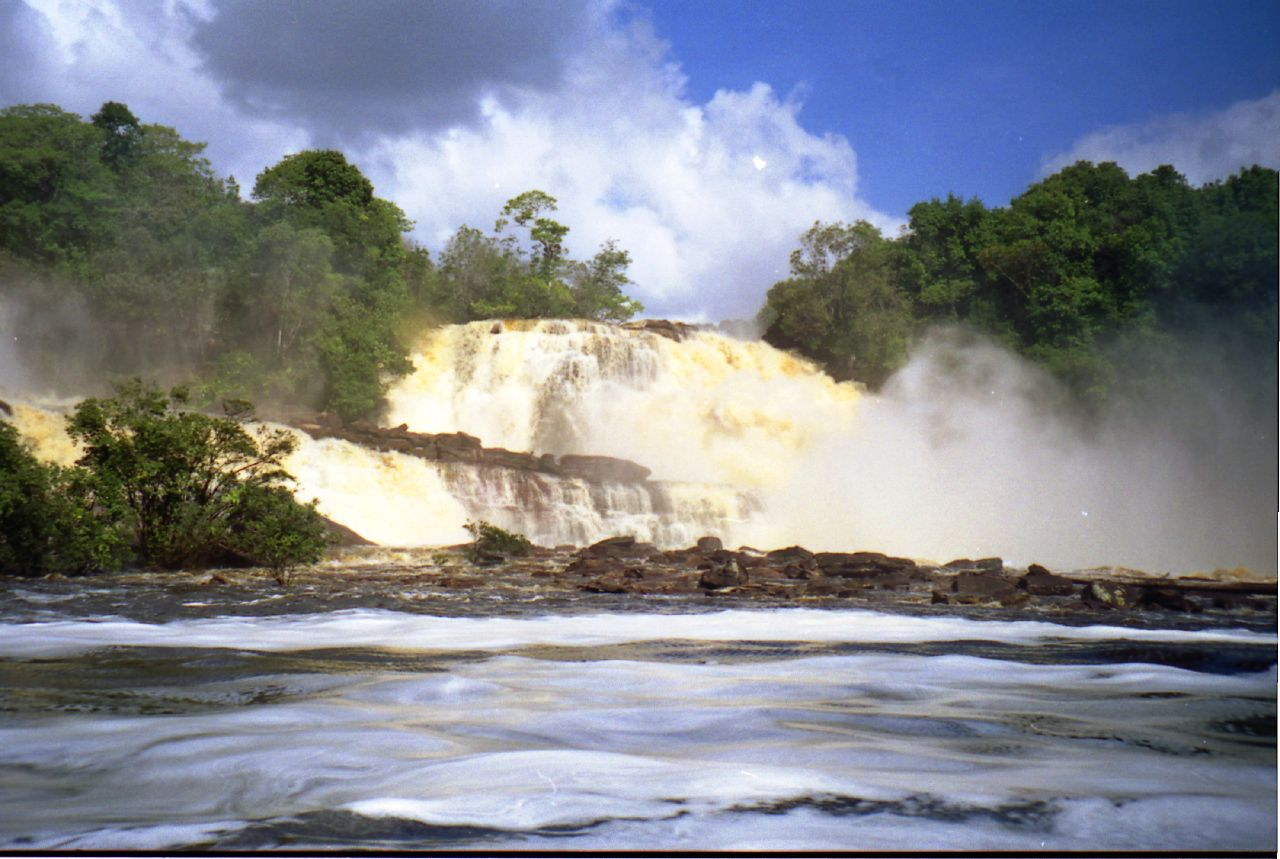
Wasserfall von Canaima
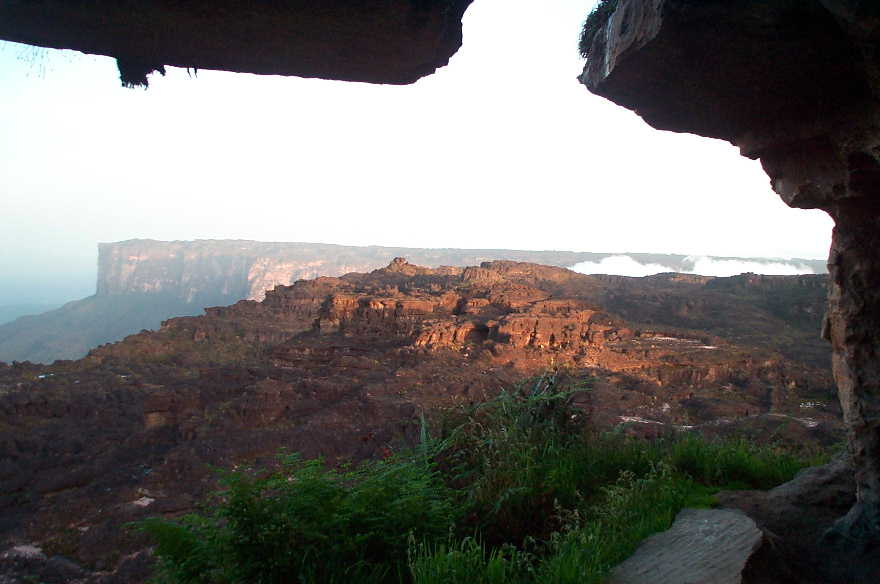
Kukenán
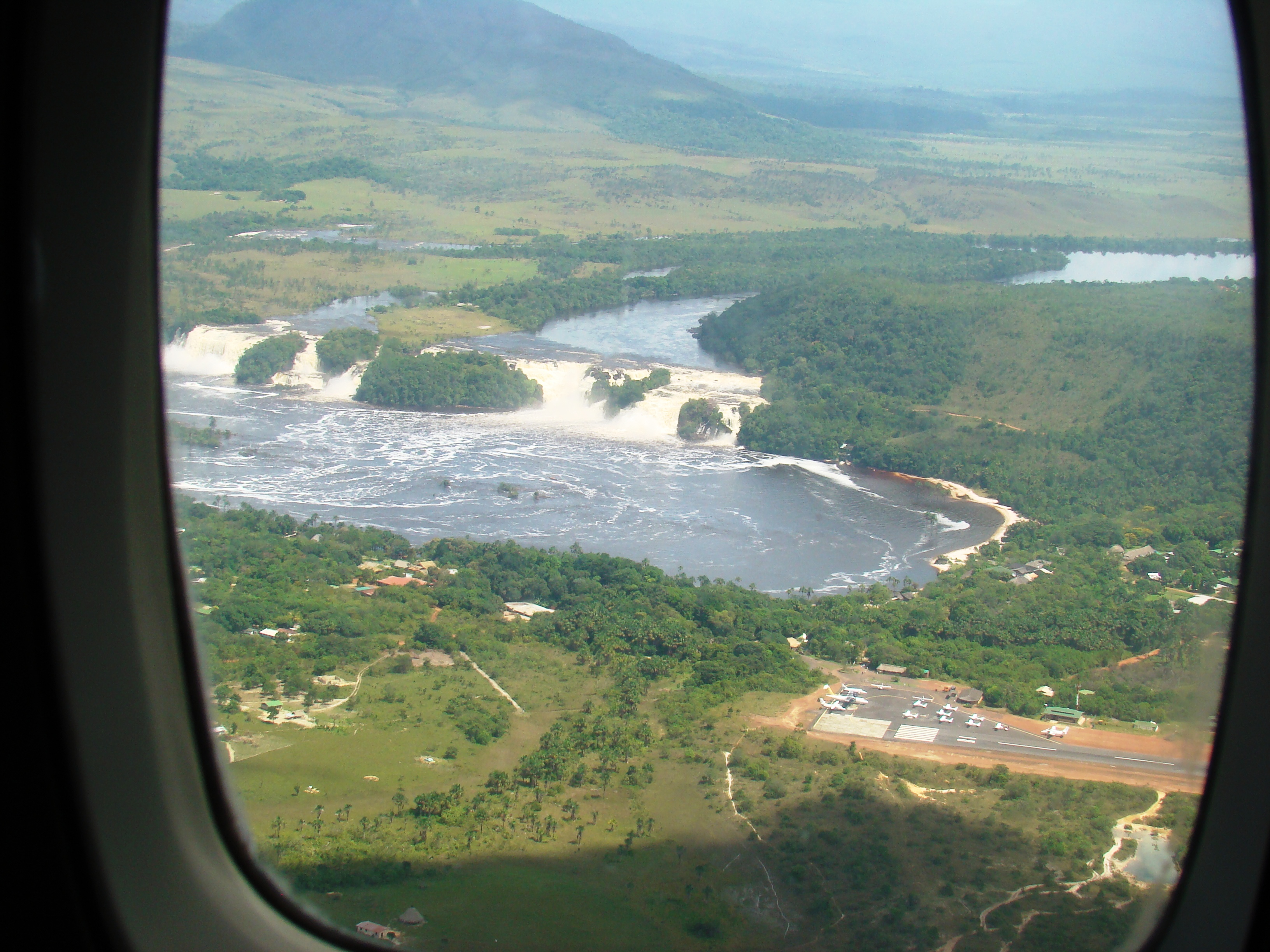
Blick vom ankommenden Flugzeug auf die Lagune von Canaima, Saltos Golondrina, Saltos Ucaima und die Landebahn
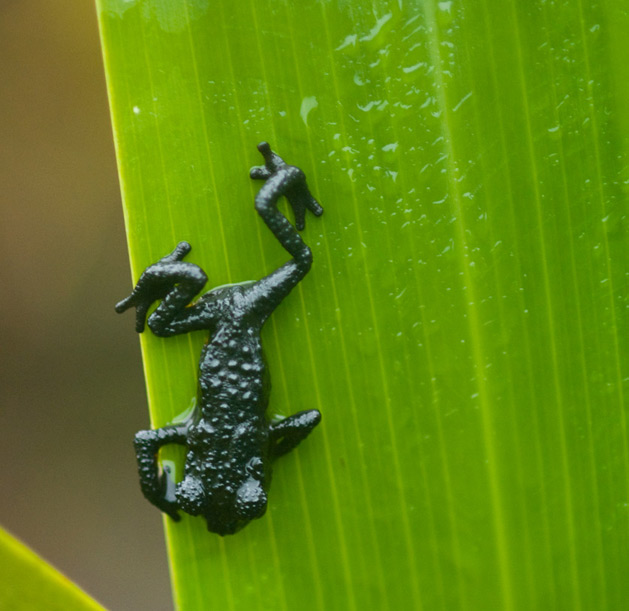
Oreophrynella quelchii
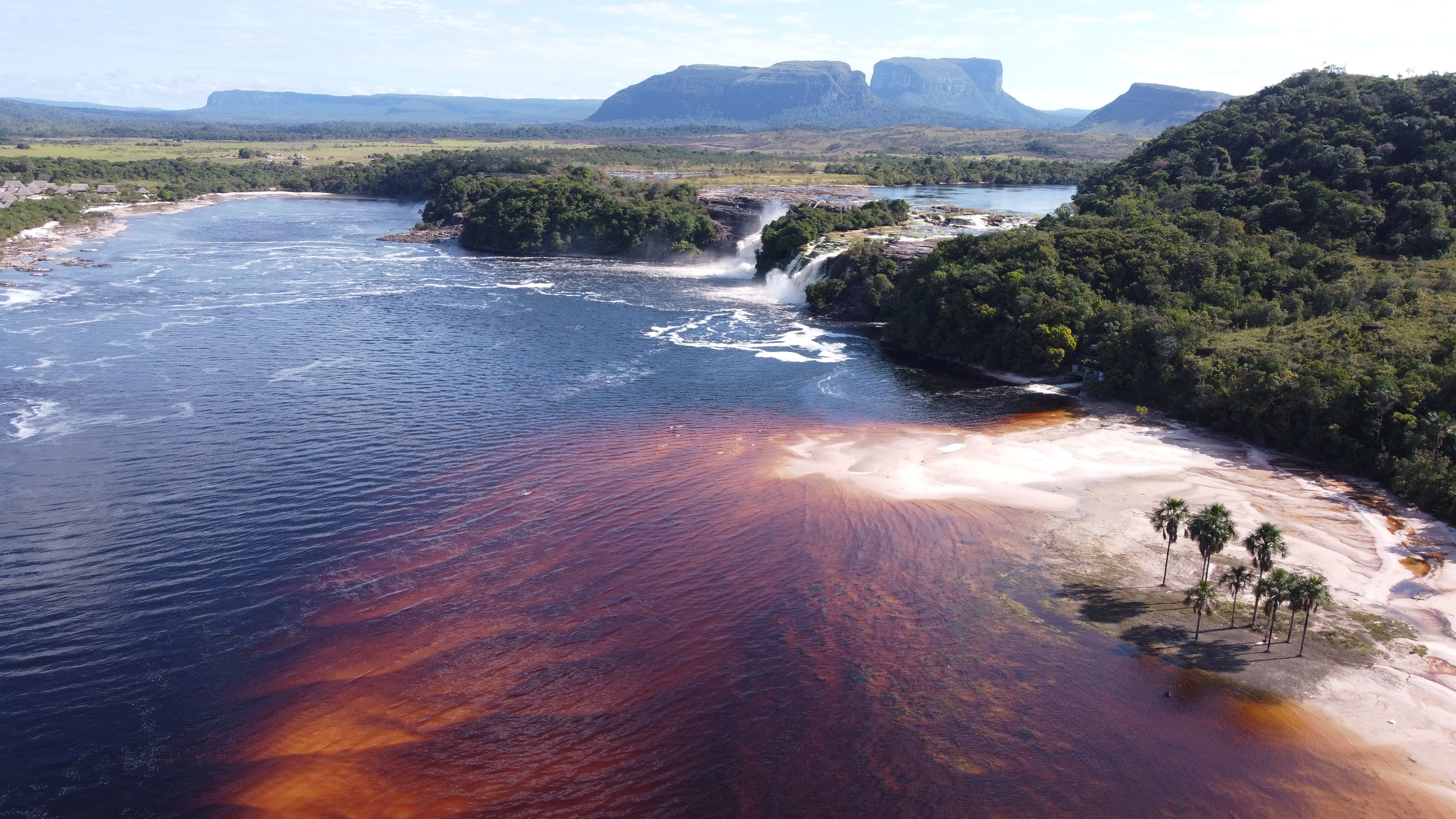
Canaima-Lagune und Ucaima-Wasserfälle
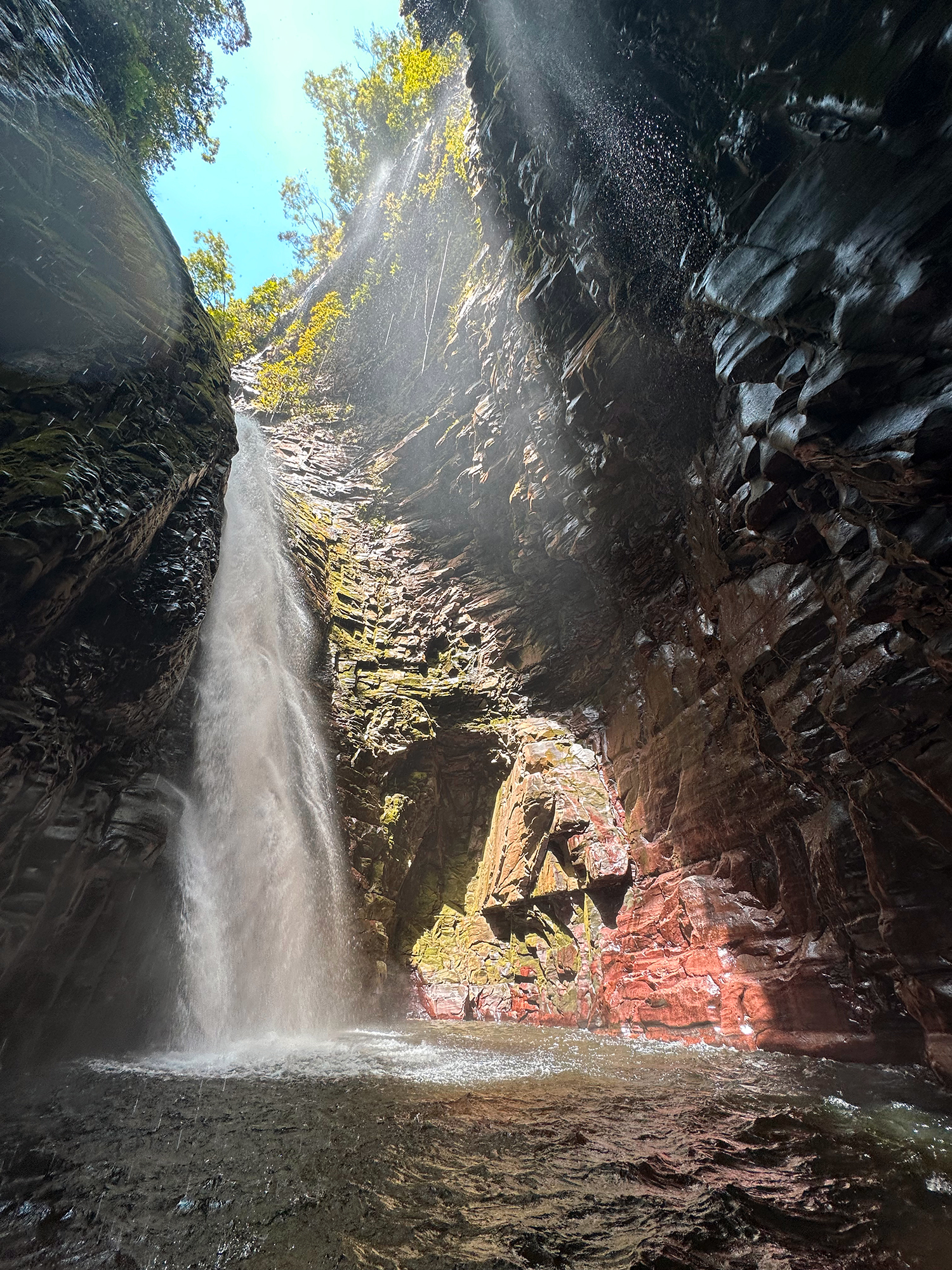
Kavac-Höhlen
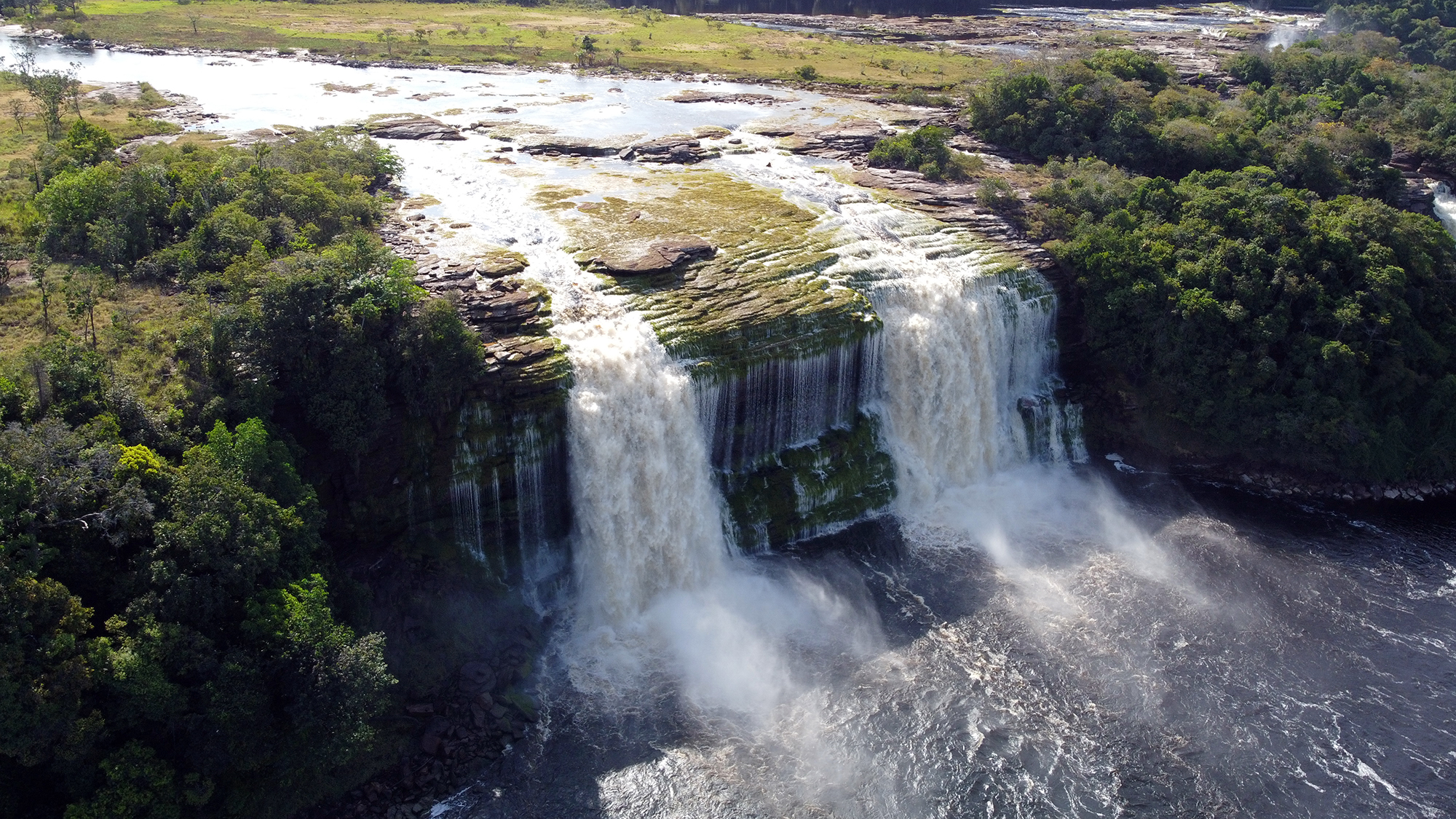
El Hacha-Fälle
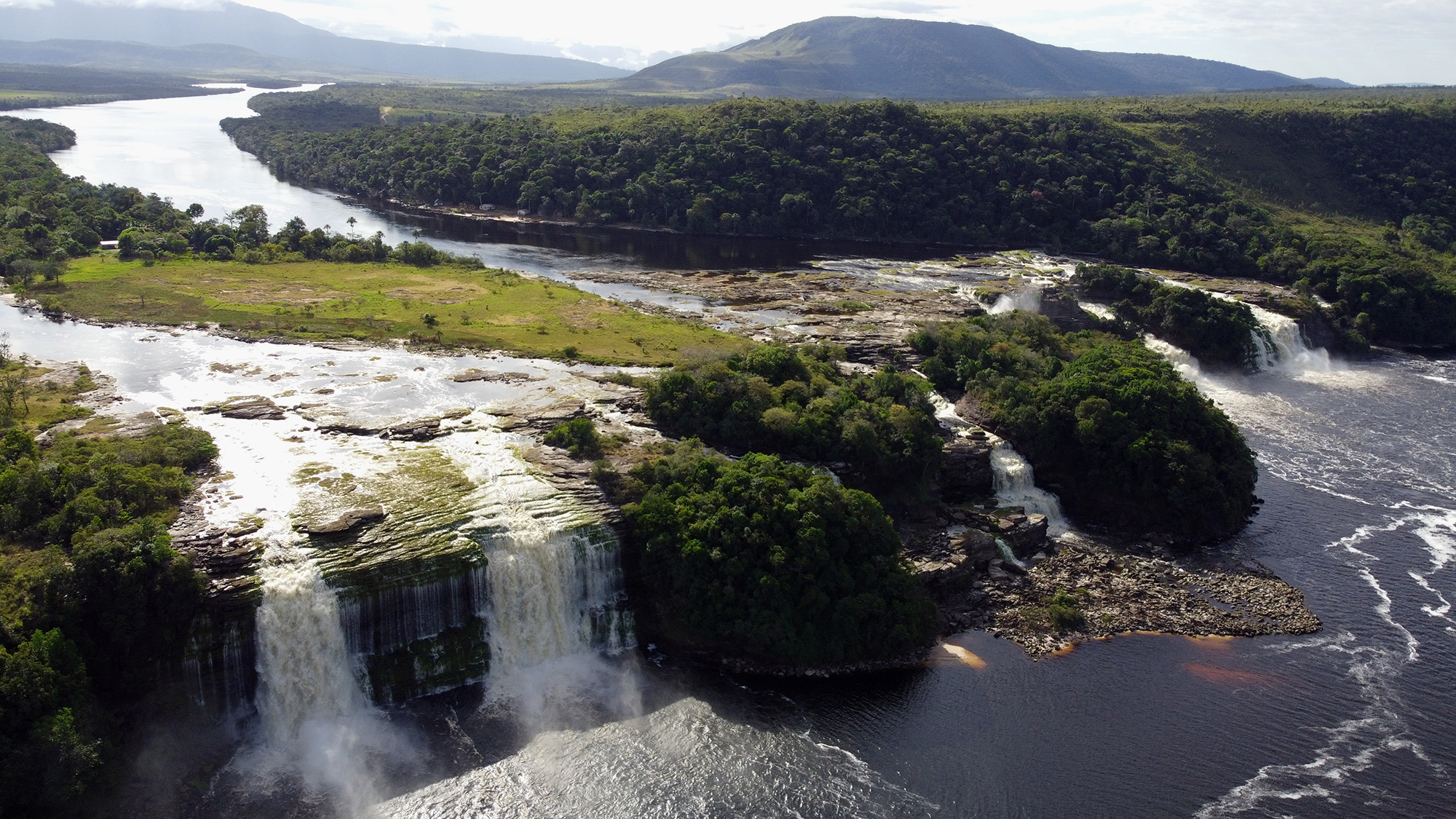
Wasserfälle El Hacha und Ucaima, Carrao-Fluss und Canaima-Lagune